# Бестужевы
Бесту́жевы и Бесту́жевы-Рю́мины (Безстужевы) — древний русский дворянский род, одна из ветвей которого (1742—1768) носила графский титул.
При подаче документов (23 мая 1686) для включения рода в Бархатную книгу была подана родословная роспись Бестужевых и затребованы документы подтверждающие их выезд. По приговору боярина Тихона Никитича Стрешнева (19 марта 1699) к родословной росписи Бестужевых были приобщены: список с «иноземческого листа и герба», лист Лондонской гербовой палаты о происхождении и гербе дома Бестюр и Герб дома Бестюр (от 16 апреля 1698).

## Происхождение и история рода
Судя по всему, родоначальники этой фамилии носили распространённые прозвища «Рюма» и «Бестуж(ий)», то есть «неутомимый». Генеалогия семей Бестужевых очень запутана, и их родословные точно не установлены. У исследователей нет даже уверенности в том, что все Бестужевы (и Бестужевы-Рюмины) одного корня.
Матвей Бестужев ездил послом от Иоанна III в Орду к хану Ахмату (1477). Осип Иванович, прозванием Образец, убит в походе против казанского царя (1487), а брат его Илларион Иванович утонул в том же походе.
Андрей Иванович жалован от царя Ивана Васильевича поместьем в Московском уезде (2 октября 1550), подписался (1565) в пятидесяти рублях у поручной записи по боярине Иване Петровиче Яковлеве-Захарьине. Михаил Михайлович находился воеводой в Полоцком походе (1551). Иван Дмитриевич послан (29 декабря 1610 и 30 января 1611) из осаждённого Смоленска с отказом присягнуть польскому королю.
В XVII веке многие из Бестужевых служили в стольниках, дворянах московских и стряпчих. Алексей и Дмитрий Ивановичи были стольниками царицы Прасковьи Фёдоровны, а Иван Прокофьевич — стольником патриарха Филарета. Восемнадцать Бестужевых владели населёнными имениями (1699), и четверо из них служили стольниками Петру I.
До начала XX века в Тобольской губернии проживали представители разных ветвей рода Бестужевых, как декабристов, так и петербургской ветки по службе, в том числе Бестужевы-Якоби.
Указом императора Александра I Павловича воспитанникам Николая Бестужева — Александру, Николаю и воспитанницам — Прасковье, Евгении и Софье пожаловано дворянское достоинство с именем и гербом Бестужевых (05 мая 1804), та же самая милость дарована указом (17 января 1805) воспитанникам статского советника Василия Бестужева — Андрею, Алексею, Василию и воспитаннице — Серафиме.

## Бестужевы-Рюмины
Пётр Михайлович и Иван Петрович Бестужевы с братьями и племянниками, в поданной челобитной (1701), показали, что «Новгородцы, Костромичане и иных городов пишутся их прозванием — Бестужевы, а те люди роду не их». Челобитчики просили, «для разделения тех родов, писаться им с прозванием прародителя их боярина Якова Гавриловича Рюмы Бестужево, Бестужевыми-Рюмиными.» Челобитье это признано правильным и император Пётр I именным указом (02 сентября 1701) пожаловал Петра Михайловича сына Бестужева с сродниками и указал в Разряде, в Боярских книгах и списках писать их Бестужевыми-Рюмиными.

## Графский род
По именному указу императрицы Елизаветы Петровна, Пётр Михайлович Бестужев-Рюмин пожалован в графское Российской империи достоинство (25 апреля 1742), с выдачей диплома (26 ноября 1742). Со смертью графа Андрея Алексеевича пресеклась графская ветвь Бестужевых-Рюминых († 1768).
По именному указу императора Франца I, Алексей Петрович Бестужев-Рюмин, возведён в графское Римской империи достоинство (02 июля 1745).
К избранному кругу высшей аристократии принадлежали следующие представители рода:
- Бестужев-Рюмин, Пётр Михайлович (1664—1743), тайный советник, обер-гофмейстер курляндского двора, пожалован графским титулом (1742).
  - Бестужева, Аграфена Петровна († 1732) — статс-дама; жена князя Н. Ф. Волконского.
  - Бестужев-Рюмин, Михаил Петрович (1688—1760) — крупный дипломат, действительный тайный советник; женат на грф. Анне Гавриловне Головкиной.
  - Бестужев-Рюмин, Алексей Петрович (1693—1766) — канцлер Российской империи (1744—1757), один из «кабинетных» генерал-фельдмаршалов.
    - Бестужев-Рюмин, Андрей Алексеевич (1728—1768) — генерал-поручик, действительный тайный советник, последний граф Бестужев.

## Семья декабристов
- Бестужев, Александр Федосеевич (1761—1810) — конференц-секретарь Академии художеств; женился на собственной крепостной. Отец пятерых декабристов:
  -  Бестужев, Николай Александрович (1791—1855)
  -  Бестужев, Александр Александрович (1797—1837); он же знаменитый писатель Марлинский.
  -  Бестужев, Михаил Александрович (1800—1871)
  -  Бестужев, Пётр Александрович (1804—1840)
  -  Бестужев, Павел Александрович (1806—1846)

## Помещики села Кудрёшки
- Павел Николаевич Бестужев-Рюмин (1760—1821), надворный советник, городничий в Горбатове; женился на Екатерине Васильевне Грушецкой, наследнице имения Кудрёшки.
  - Бестужев-Рюмин, Михаил Павлович (1801—1826), подпоручик, один из руководителей Южного общества декабристов.
  - Бестужев-Рюмин, Николай Павлович (1791—1848), капитан.
    - Бестужев-Рюмин, Константин Николаевич (1829—1897), профессор истории.
    - Бестужев-Рюмин, Василий Николаевич (1835—1910), генерал-лейтенант.

## Описание гербов

#### Герб. Часть VIII. № 118
Дворянский герб Бестужевых: в щите, имеющем чёрное поле, изображены восемь золотых крестов, положенных числом три, два, три и имеющих на трёх верхних концах крестообразыне перекладины, а между ними, на середине щита, пятилиственный золотой цветок. Щит увенчан обыкновенным дворянским шлемом с дворянской на нём короной, на поверхности которой виден выходящий страус с распростёртыми крыльями натурального цвета. Намёт на щите чёрный, подложенный золотом.

#### Герб. Часть I. № 19.
Герб рода графов Бестужевых-Рюминых: Старый герб содержит на прямостоящем щите, имеющем чёрное поле, восемь золотых крестов, положенных числом три, два, три и имеющих на трёх верхних концах крестообразыне перекладины, а между ними, на середине щита, пятилиственный золотой цветок. Щит увенчан дворянским шлемом и короной, на поверхности которой виден выходящий страус с распростёртыми крыльями. К данному щиту прибавлена золотая вершина с выходящим чёрным двуглавым орлом с золотыми коронами на головах. По обеим сторонам держат щит два диких мужа в образе древних британов в природном их виде с булавами в руках. Намёт на щите чёрного цвета, подложенный золотом, с приложенной внизу щита девизом: «IN DEO SALVS MEA».

#### Геральдика гербов Бестужевых и Бестужевых-Рюминых
Герб Бестужевых представляет собой герб старинной английской фамилии Best, от которой производят себя Бестужевы. Решетка в правом верхнем углу указывает, что герб принадлежит линии Best, пользующейся титулом баронов Wynford (Lodge’s Peerage).
Герб Бестужевых является одним из первых дворянских гербов России. В конце XVII века Бестужевы и Бестужевы-Рюмины представили в Палату родословных дел комплекс документов, которые должны были доказать их происхождение от проживавшего в английском графстве Кент рода Бестов. Среди них находился лист Лондонской гербовой палаты о происхождении и гербе Дома Бестюр, датированный (16 апреля 1698), перевод с которого был сделан (10-12 марта 1700).
Сохранился также «приговор» боярина Тихона Никитича Стрешнева «с товарищи» о приобщении к поколенной росписи Бестужевых списка с «иноземческого листа и герба» (19 марта 1699).
Несмотря на перечисленные "доказательства", выезд Бестужевых из Англии является не более чем родословной легендой. Известный русский историк и генеалог, член-корреспондент Петербургской Академии наук Дмитрий Фомич Кобеко убедительно доказал необоснованность подобных генеалогических претензий.
В роде Бестужевых-Рюминых использовались два варианта герба, для графской и дворянской ветвей.
Герб дворян Бестужевых-Рюминых полностью идентичен гербу Бестужевых.

## Известные представители
- Бестужев Иван Никифорович — воевода в Нарыме (1631), Терках (1636—1638), Кадоме (1651).
- Бестужев Никита Дмитриевич — воевода в Шацке (1645—1647).
- Бестужев Игнатий Никитич — воевода в Муроме (1651).
- Бестужев Юрий Васильевич — воевода в Уржуме (1651).
- Бестужев Михаил — воевода в Чернавском остроге (1659—1660).
- Бестужев Григорий Иванович — воевода в Арзамасе (1666—1668).
- Бестужев Тихон — воевода в Цывильске (1670), Кайгородке (1673—1674).
- Бестужев Никита Григорьевич — воевода в Угличе (1672—1675)[13].
- Бестужев Василий Борисович — губернский предводитель дворянства Симбирской губернии (1795—1798).
- Бестужев Григорий Васильевич — губернский предводитель дворянства Симбирской губернии (1835—1841).
- Константи́н Никола́евич Бесту́жев-Рю́мин  — русский историк, руководитель Санкт-Петербургской школы историографии (1829-1897)